# براد ودسايد
براد ودسايد هو سياسي كندي، ولد في 9 أكتوبر 1948 في فريدريكتون في كندا.